# مارغريت إليزابيث إغان
مارغريت إليزابيث إغان (بالإنجليزية: Margaret Elizabeth Egan) هي أمينة مكتبة أمريكية، ولدت في 14 مارس 1905، وتوفيت في 26 يناير 1959.